# 拉伯龍屬
拉伯龍屬（學名：Lapparentosaurus）又名拉巴倫特龍，是一屬侏羅紀中期的恐龍。屬於大鼻龍類，化石發現於馬達加斯加。
在19世紀末，馬達加斯加的馬任加盆地（Majunga Basin）發現一些化石，來自於伊薩魯第三組（Isalo III Formation），地質年代相當於侏儸紀的提通階。在1894年，理查德·莱德克將這些化石歸類於溝椎龍的新種，B. madagascariensis。在1986年，約瑟·波拿巴認為這些馬達加斯加化石，跟英格蘭的溝椎龍有很大不同，因此建立為新屬。模式種是馬達加斯加拉伯龍（L. madagascariensis），屬名是為紀念古生物學家艾伯特·拉伯（Albert de Lapparent）。正模標本（編號MAA 91-92）是兩個神經弓，另有其他化石被歸類於拉伯龍，包含脊椎、四肢，沒有頭顱骨。化石總計至少3到10個個體，來自於不同年齡層個體。這些化石的可鑑定特徵少，仍需要詳細研究。

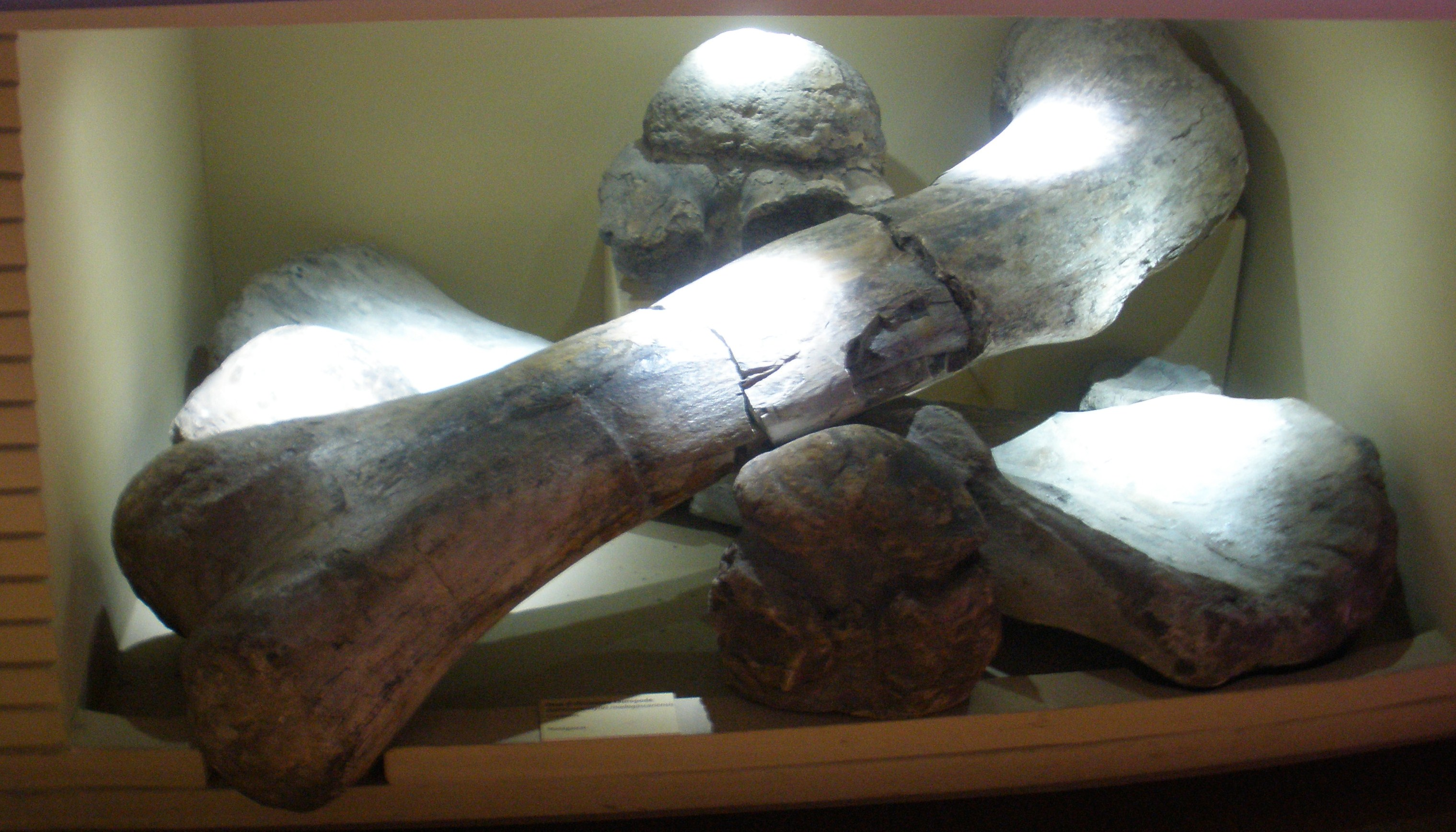
威尼斯自然博物館的拉伯龍化石

根據骨頭成長環研究，拉伯龍是種長壽恐龍，要花31到44歲達到性成熟；而且成長速率快，形成大量纖成骨。
拉伯龍有時被分類於腕龍科。近年親緣分支分類法研究，發現拉伯龍是種基礎型大鼻龍類。

## 外部連結
- 恐龍博物館──拉伯龍
- https://web.archive.org/web/20090423185650/http://www.thescelosaurus.com/macronaria.htm